# Plitotaxis
La plitotaxis es un fenómeno de migración celular colectiva en el cual las células presentes en una monocapa se mueven en la dirección marcada por el estado tensional que experimentan debido a la interacción física con sus vecinas.
En estas interacciones físicas (uniones intercelulares) que se dan entre las células mencionadas, existen dos componentes mecánicos independientes; la tensión normal, perpendicular a la superficie celular, y la tensión de cizalla, el esfuerzo cortante tangente a esa misma superficie. Para estas uniones, existe una dirección en la que la tensión de cizalla es nula y la tensión normal es máxima. Cuando las uniones intercelulares están intactas, las células tienden a migrar en dicha dirección.
La plitotaxis es un fenómeno esencialmente mecánico que parte de la interacción local entre las células y que desencadena en acciones colectivas. En él, las células pueden llegar a comportarse como un solo cuerpo en movimiento, aparentemente caótico, pero con el que son capaces de  cubrir grandes superficies o distancias siguiendo otra clase de gradientes (durotaxis, quimiotaxis, haptotaxis), siempre para cubrir sus necesidades comunes.
La plitotaxis no puede darse en células aisladas o de manera individual, dado que las interacciones intercelulares no existen. De igual forma, cuando estas interacciones o el funcionamiento mecánico de las células que conforman la monocapa están comprometidos, este fenómeno no se da.